# Patrzyków (województwo wielkopolskie)
Patrzyków – wieś w Polsce położona w województwie wielkopolskim, w powiecie konińskim, w gminie Kramsk.
W latach 1975–1998 miejscowość położona była w województwie konińskim.
Według Słownika geograficznego Królestwa Polskiego w dokumentach miejscowość tę zapisywano jako Patrzychowo. Według Lustracji województw wielkopolskich i kujawskich z 1789, wieś ta nazywała się Patrzychow.
Patrzyków wraz z Nowym Czarkowem tworzą sołectwo Patrzyków.

## Transport
Wieś położona przy trasie kolejowej Warszawa Zachodnia – Kunowice, obecnie nie posiada przystanku kolejowego, który został zlikwidowany w trakcie z modernizacji linii kolejowej finansowanej z funduszu PHARE w latach 1995–1997. Przez wieś przebiega DW 266. Wieś posiada połączenie autobusowe z Kramskiem, Koninem, Sompolnem oraz Kołem obsługiwane przez PKS Konin.